# Snafu (videogioco)
Snafu è un videogioco pubblicato dalla Mattel per la sua console Intellivision nel 1981. Uno dei tanti giochi simili a Blockade pubblicati tra la fine degli anni '70 e l'inizio degli anni '80, Snafu dà ai giocatori il controllo di serpenti sempre più lunghi mentre tentano di mettere all'angolo i loro avversari e intrappolarli.
Una versione di Snafu uscì per l'home computer Mattel Aquarius, che ebbe vita breve, nel 1983.